# Tiền tệ Đại Việt thời Lê sơ
Tiền tệ Đại Việt thời Lê sơ phản ánh những vấn đề liên quan tới tiền tệ lưu thông vào thời nhà Lê sơ (1428-1527) trong lịch sử Việt Nam.

## Tiền trong đời sống kinh tế - xã hội
Tiền thời Trần đang có mức quan hệ giữa các đơn vị là 69-70 đồng = 1 mạch, đến thời Lê Thái Tổ chỉ còn 50 đồng = 1 mạch (tiền), tức 1 quan = 500 đồng.
Tiền đồng của các đời trước, vốn đã bị mất nhiều sau đợt Trần Nghệ Tông chôn giấu trong núi rồi núi bị sập, sau đó lại bị người Chiêm Thành, người Minh thiêu hủy nên lúc đó rất khan hiếm. Quân Minh còn gom tiền đồng của Đại Việt đúc các đời trước mang về Kim Lăng nhằm tiêu hủy hết tiền chính thống của nước Việt. Năm 1429 đã có người kiến nghị in tiền giấy để dùng nhưng không được chấp nhận. Lê Thái Tổ đã triệu tập bách quan để bàn cách đối phó với tình hình này.
Sang thời Lê Thái Tông, năm 1439 vua ra quy định 1 quan = 10 tiền (mạch) = 600 đồng. Hệ thống đơn vị này từ đó được dùng ổn định trong các đời vua sau, qua nhà Mạc, thời Lê trung hưng tới khi nhà Nguyễn chấm dứt, nghĩa là trong hơn 500 năm, đến lúc chế độ phong kiến Việt Nam kết thúc. Đơn vị tiền cổ này còn được lưu truyền trong những câu ca dao như:
Một quan là sáu trăm đồng
Chắt chiu tháng tháng cho chồng đi thi

## Các đồng tiền thời Lê sơ
Từ Lê Thái Tổ đến Lê Cung Hoàng, các đời vua đều đặn đúc tiền, chỉ ngoại trừ vua Lê Túc Tông chỉ ở ngôi quá ngắn trong 6 tháng, niên hiệu Thái Trinh không có tiền đúc.
Các đồng tiền nhà Lê sơ qua các đời vua gồm có:
Thuận Thiên thông bảo, Thuận Thiên nguyên bảo
Sau khi đánh bại hoàn toàn quân Minh xâm lược, chẳng cần đợi nhà Minh công nhận, ngày 15 tháng 4 năm 1428, Lê Lợi xưng vua và lấy niên hiệu là Thuận Thiên; một tháng sau thì cho đúc tiền kim loại Thuận Thiên thông bảo bằng đồng mà không tiếp tục chính sách sử dụng tiền giấy của nhà Hồ. Đó là theo Đại Việt sử ký toàn thư. Còn theo phát hiện của khảo cổ học, thì tên tiền kim loại đó có lẽ là Thuận Thiên nguyên bảo. Hiện các nhà nghiên cứu còn chưa có kết luận được là sử chép sai "nguyên" thành "thông" hay Lê Lợi cho đúc hai loại nhưng hiện mới chỉ phát hiện di chỉ loại Thuận Thiên nguyên bảo.
Thuận Thiên nguyên bảo có kích thước to hơn, dày hơn và được đánh giá là đẹp hơn các đồng tiền kim loại của các thời trước ở Việt Nam. Đường kính tiền là 25 mm, dày dặn. Mặt trước đúc nổi bốn chữ Hán là Thuận Thiên nguyên bảo với nét viết chân phương. Mặt sau không có chữ hay hình gì, viền mép và gờ viền lỗ rõ ràng và đều đặn.
Thuận Thiên thông bảo có ba đơn vị đếm là đồng, tiền và quan. Đại Việt sử ký toàn thư cho biết 1 tiền bằng 50 đồng. Đồng tiền này nặng 2,67 gram.
Thiệu Bình thông bảo
Đây là tiền kim loại do Lê Thái Tông cho đúc khi lên ngôi năm 1434 và đặt niên hiệu là Thiệu Bình (1434-1439). Về kiểu dáng, Thiệu Bình thông bảo căn bản giống Thuận Thiên nguyên bảo. Ban đầu, 1 tiền bằng 50 đồng như theo quy định của đời vua trước, nhưng từ năm 1439 thì định lại 1 tiền bằng 60 đồng. Đồng tiền này nặng 2,86 gram.
Đại Bảo thông bảo
Sử không nhắc đến tiền này, nhưng Lacroix công bố mẫu của nó và do vua Việt Nam và vua Trung Quốc không còn ai đặt niên hiệu là Đại Bình nữa, nên Đỗ Văn Ninh cho rằng đó là tiền do Lê Thái Tông cho đúc và đặt tên theo niên hiệu thứ hai của ông, Đại Bình (1440-1442). Như vậy, dưới triều vua Lê Thái Tông của Việt Nam đã lần lượt có hai tiền kim loại là Thiệu Bình thông bảo và Đại Bảo thông bảo. Đồng tiền này nặng 3,77 gram.
Thái Hòa thông bảo
Đây là tiền kim loại do Lê Nhân Tông cho đúc và đặt tên theo niên hiệu Thái Hòa (1443-1453) của mình. Kiểu dáng và kích thước tiền này giống tiền của các vua Lê đời trước. Tuy nhiên, Lacroix đã công bố một mẫu tiền Thái Hòa thông bảo có kích thước nhỏ và lưng tiền không có gờ viền. Ngoài ra, ông này còn công bố một mẫu tiền ghi là Đại Hòa thông bảo. Đỗ Văn Ninh cho rằng có thể viết là Đại song vẫn đọc là Thái. Đồng tiền này nặng 3,18 gram.
Diên Ninh thông bảo
Tiền kim loại bằng đồng do Lê Nhân Tông cho đúc khi đổi niên hiệu thành Diên Ninh. Tiền này được khảo cổ học phát hiện nhiều. Kiểu dáng và kích thước to đẹp giống như tiền của các đời vua Lê trước. Đồng tiền này nặng trung bình 2,96 gram.
Thiên Hưng thông bảo
Tiền kim loại do Lê Nghi Dân cho đúc và đặt tên theo niên hiệu Thiên Hưng của mình. Đồng tiền này nặng 2,53 gram.
Quang Thuận thông bảo
Là tiền do Lê Thánh Tông cho đúc. Di chỉ tiền này được phát hiện khá nhiều. Quang Thuận thông bảo được khen là đẹp vào loại nhất trong các tiền kim loại Việt Nam. Không rõ tiền được bắt đầu phát hành từ năm nào, song niên hiệu Quang Thuận của Lê Thánh Tông bắt đầu từ năm 1460, kết thúc vào năm 1469. Đồng tiền này nặng 3,57-3,84 gram.
Hồng Đức thông bảo
Cũng là tiền do Lê Thánh Tông phát hành từ năm 1470 đến năm 1497 theo niên hiệu thứ hai của mình. Đồng tiền này nặng 3,57-4,25 gram.
Cảnh Thống thông bảo
Cảnh Thống là niên hiệu duy nhất của Lê Hiến Tông kéo dài khoảng 6 năm. Sử không ghi về việc ông vua này cho đúc tiền, song khảo cổ học tìm ra nhiều di chỉ tiền Cảnh Thống thông bảo. Về kiểu dáng thì giống tiền của các vua Lê đời trước, song trọng lượng thì lớn hơn. Đồng tiền này nặng 3,28-5,53 gram.
Đoan Khánh thông bảo
Đoan Khánh thông bảo là tiền kim loại do Lê Uy Mục cho đúc. Niên hiệu Đoan Khánh của ông vua này kéo dài từ năm 1505 đến năm 1509. Đồng tiền này nặng 6,2 gram.
Hồng Thuận thông bảo
Đây là tiền kim loại do Lê Tương Dực (ở ngôi từ năm 1509 đến năm 1516 có một niên hiệu duy nhất là Hồng Thuận). Kích thước và kiểu dáng như các tiền trước đây của nhà Lê.
Quang Thiệu thông bảo
Đây là tiền do Lê Chiêu Tông cho đúc. Ông vua này chỉ có một niên hiệu là Quang Thiệu từ năm 1516 đến năm 1522. Hình thức cơ bản giống các tiền nhà Lê trước đó nhưng xấu hơn, kích thước bé hơn, nhẹ hơn.
Thống Nguyên thông bảo
Thống Nguyên thông bảo do Lê Cung Hoàng (lấy niên hiệu Thống Nguyên) phát hành. Tiền này đẹp hơn Quang Thiệu thông bảo nhưng vẫn chưa bằng được các tiền nhà Lê trước đó.
Trần Tuân công bảo
Tiền được khảo cổ học phát hiện ra, song hiện giờ các nhà nghiên cứu chưa khẳng định được là do ai phát hành. Lacroix cho là do Trần Tuân, người đã nổi loạn ở Sơn Tây thời Lê Tương Dực phát hành.
Thiên Ứng thông bảo
Được cho là tiền do Trần Cảo phát hành khi nổi dậy chống nhà Lê và tự xưng vương đặt niên hiệu là Thiên Ứng. Tiền này đã được khảo cổ học phát hiện và ngoài Trần Cảo không còn ai ở Việt Nam hay Trung Quốc đặt niên hiệu là Thiên Ứng.
Phật Pháp tăng bảo
Đây cũng là sự kiện hy hữu trong lịch sử tiền tệ mà việc phát hành tiền lại được làm dưới danh nghĩa nhà Phật. Đồng tiền này được cho là tiền do Trần Cảo phát hành và được dùng thông thường.
Theo Lê Quý Đôn, đồng tiền "Thuận Thiên nguyên bảo" của vua Lê Thái Tổ và đồng tiền "Hồng Đức thông bảo" thời vua Lê Thánh Tông được xem là đồng tiền đẹp nhất Việt Nam lúc bấy giờ. Hình đồng tiền xinh xắn, tròn trịa, lỗ vuông sắc cạnh, chữ nét, rõ. Chất lượng đúc loại đồng tiền này khá tốt, nét chữ thể hiện rất đẹp không thua kém tiền đồng Trung Quốc.
Một đồng tiền Hồng Đức hay Quang Thuận nặng trung bình 3,8 gram (dao động từ 3,57 gram đến 4,25 gram). Cá biệt có những đồng tiền Cảnh Thống (đời Lê Hiến Tông) và Đoan Khánh (Lê Uy Mục) rất dày, nặng tới 10 gram, là những đồng tiền nặng nhất thời Lê sơ.